# Jakob Philipp von Schwerin
Jakob Philipp Graf von Schwerin (* 8. Mai 1719; † 2. Januar 1779 in Stockholm) war schwedischer Reichsrat und Präsident des Wismarer Tribunals.

## Leben
Jakob Philipp entstammte dem pommerschen Adelsgeschlecht von Schwerin und war ein Sohn von Klaus Philipp von Schwerin (1689–1748), schwedischer Infanterieoffizier und späterer General, und der Maria Johanna Burensköld (1694–1774). 1739 ging er als Hofjunker an den königlich-schwedischen Hof und wurde 1743 zum Kammerherrn ernannt. Ab 1747 war er als Regierungsrat bei der schwedischen Regierung in Pommern tätig. 1763 wurde er Präsident des Wismarer Tribunals.
1769 wurde er mit Unterstützung der Hattarne Mitglied des Reichsrates. Er begleitete 1770 Herzog Karl von Södermanland auf einer Reise die über Aachen nach Frankreich und zurück über Schwedisch-Pommern führte. 1771 wurde er Oberhofmarschall der Königinmutter Luise Ulrike, die er auf ihrer Reise nach Berlin begleitete. Als König Gustav III. 1772 die Macht in Schweden an sich riss, wurde er zunächst seines Amtes als Reichsrat enthoben, erhielt aber wenig später seinen Ratssitz zurück, den er bis zu seinem Tod innehatte. Er wurde in der Grablege der Burenskölds im Dom zu Linköping neben seiner Frau beigesetzt.
Jakob Philipp von Schwerin wurde 1758 zum Ritter und 1760 zum Kommandeur des Nordstern-Ordens ernannt. 1765 wurde ihm der Seraphinenorden verliehen. Am 8. November 1766 wurde er in den schwedischen Grafen-Stand erhoben.
Er war Herr des Burensköldschen Fideikommisses in Östergötland und Erbherr auf Löbnitz und Kindshagen in Vorpommern. Verheiratet war er seit 1750 mit Charlotte Sophie Margarete von Bohlen (1737–1773), der Tochter des Regierungsrates Karl Heinrich Berndt von Bohlen und der Anna Eleonara von Normann. Die beiden hatten zwei Töchter und sechs Söhne, von denen Kurt Philipp Karl (1751–1828) und Adolf Ludwig (1759–1818) in der schwedischen Armee den Rang eines Generals erreichten.